# Muzułmańska Gmina Wyznaniowa w Białymstoku
Muzułmańska Gmina Wyznaniowa w Białymstoku – muzułmańska jednostka organizacyjna z siedzibą w Białymstoku, wchodząca w skład Muzułmańskiego Związku Religijnego RP.

## Historia
Gmina została zarejestrowana w 1960. Posiada własny dom modlitwy, w którym modlitwy odbywają się w każdy piątek i święta. W budowie jest Centrum Kultury Islamu. Jej imamem jest mufti Tomasz Miśkiewicz.
Wcześniej imamem gminy był Stefan Mustafa Jasiński.

## Adres gminy
- 15-052 Białystok
- ul. Piastowska 13F